# Oxynotus paradoxus
Oxynotus paradoxus е вид акула от семейство Oxynotidae.

## Разпространение и местообитание
Този вид е разпространен във Великобритания, Западна Сахара, Испания (Канарски острови), Мавритания, Мароко, Португалия (Азорски острови и Мадейра), Сенегал и Франция.
Обитава морета и заливи. Среща се на дълбочина от 265 до 637 m, при температура на водата от 8,1 до 10,2 °C и соленост 35,3 – 35,5 ‰.

## Описание
На дължина достигат до 1,2 m.